# Togiola Tulafono
Togiola Talalelei A. Tulafono (Isla Aunuu, Samoa Americana;1947) es un político y abogado samoamericano que se desempeñó como el 56.º Gobernador de Samoa Americana. Es miembro del Partido Demócrata. Anteriormente había servido como Teniente Gobernador, desde enero de 1997. Fue cuando el 26 de marzo de 2003, el gobernador Tauese Sunia Pita Fiti murió, que Tulafono se convirtió en gobernador interino, y oficialmente se convirtió en Gobernador el 7 de abril de 2003. Fue reelecto a un pleno de 4 años por las elecciones de noviembre del 2004. En la primera ronda de elecciones el 2 de noviembre de 2004, Tulafono recibió 48,4% de los votos. En la segunda vuelta el 16 de noviembre, Tulafono derrotó a Afoa Moega Lutu, que se había quedado en su contra para el cargo de Teniente Gobernador en 2000, por un voto de 56% -44%. Como Gobernador, Tulafano es miembro de la Asociación Nacional de Gobernadores y la Asociación Democrática Gobernadores.

## Primeras etapas de la vida
Tulafono se escolarizó en Samoa y los Estados Unidos, se graduó en Ciencias Políticas y Sociología de Chadron State College en Nebraska en 1970 y luego estudiar derecho en Washburn University School of Law en Kansas. A continuación siguió una carrera de derecho, negocios y política en Samoa Americana, convirtiéndose en gobernador en 2004.
- Datos: Q472537
- Multimedia: Togiola Tulafono / Q472537